# Justicia (cargo foral de Valencia)

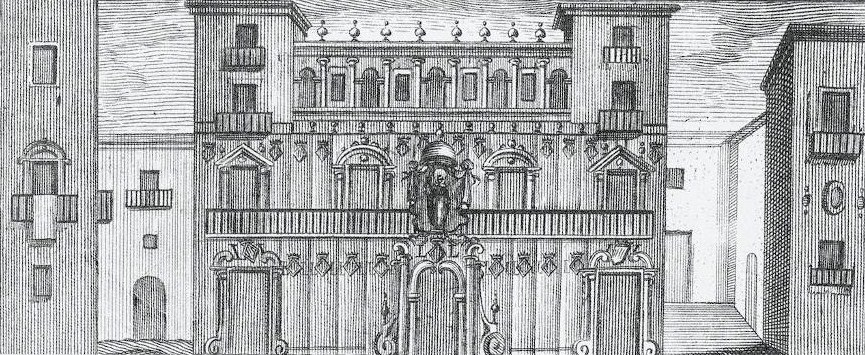
Fachada de la Casa de la Ciutat de València en un grabado de 1762

El 'justícia'  era el cargo de la ciudad de Valencia (España) que durante la existencia del Reino de Valencia (1238-1707) se encargaba de los temas judiciales. De las causas penales se ocupaba el justícia criminal y de las civiles el justícia civil. Amos eran elegidos por un año por el método de la insaculación de las "bolsas" de ciutadans y de la de cavallers, alternativamente. De los pleitos menores se encargaba el justícia de trescents sous ('justicia de los trescientos sueldos'), y de la vigilancia de mercados, el mustaçaf, elegido de la misma forma que los justícies.

## Historia
Tras la conquista de Valencia en 1238 por el rey de Aragón y conde de Barcelona Jaime I, las relaciones entre el rey y la ciudad de Valencia, así como con el resto de los núcleos de población que estaban bajo la jurisdicción directa del monarca (realengo), se articulaban en torno al cúria, un oficial real que era quien tenía la última palabra en la administración de los municipios y que recurría a la asamblea de vecinos como un cuerpo consultivo —en Valencia sólo formada por los vecinos más influyentes, los prohoms o ciutadans—. Cuando en 1245 Jaime I decidió dejar el gobierno de la ciudad en manos de los vecinos, el curia pasó a denominarse justícia y el rey lo elegía entre los tres candidatos propuestos por los jurats —que a su vez los designaban por insaculación de los doce nombres que ellos habían elegido, uno por cada parroquia de la ciudad—. Así el justicia —desdoblado posteriormente en civil y criminal— los jurats y los consellers "constituían la estructura del organigrama municipal, al que se añadían otros cargos menores y especializados, como el mustassaf...".
Los justicias del Reino de Valencia eran cargos equivalentes a los antiguos zalmedinas aragoneses o los vegueres catalanes. Tenían el fuero de conocer de primera mano, es decir, se acudía a ellos en primera instancia, para resolver disputas tanto civiles, como penales o criminales. 
Popularmente se les denominaba Un-sol-vehí ('Un vecino solo'), ya que el fuero que los instituía, de la época de Jaime I, comenzaba precisamente por esas palabras y por tanto se trataba de una sola persona.
En época de Jaime II fue necesario  aumentar el número de justicias, debido a la cantidad de trabajo, separando lo civil de lo criminal y por tanto, implantando el Justicia Civil y el Justicia Criminal, siendo en 1321 cuando se separan las causas civiles y criminales en el reino de Valencia.
Para los cargos de Justicia no podían presentarse caballeros, ni ricoshombres, siendo siempre por tanto un miembro del estat pla ('estado llano'). En un principio era el rey quien elegía directamente al Justicia o en su defecto el Batle general, si bien posteriormente eran los Jurats quienes presentaban una terna de candidatos.